# Victorio Cieslinskas
Victorio Cieslinskas, född 27 oktober 1922, död 19 juni 2007, var en uruguayansk basketspelare.
Cieslinskas blev olympisk bronsmedaljör i basket vid sommarspelen 1952 i Helsingfors.